# Soukaina Zahraoui
Soukaina Zahraoui, née le 9 novembre 1991, est une karatéka marocaine.

## Carrière
Soukaina Zahraoui est médaillée de bronze en kumite dans la catégorie des moins de 55 kg aux championnats d'Afrique 2010 au Cap.
Aux Jeux panarabes de 2011 à Doha, elle est médaillée de bronze en kumite des moins de 61 kg et en kumite par équipes.
Elle remporte la médaille d'or en moins de 61 kg aux championnats d'Afrique 2012 à Rabat.